# Радзивилл, Михаил Иероним
Князь Михаил Иероним Радзивилл (пол. Michał Hieronim Radziwiłł; 10 октября 1744; Краков — 28 марта 1831, Варшава) — государственный деятель Великого княжества Литовского, мечник великий литовский (1771—1775), каштелян виленский (1775—1790), последний воевода виленский (1790—1795). Рыцарь Мальтийского ордена (с 1797 года).
Владел крупными имениями в Польше (Неборов, Круликарня, Аркадия, Орля и др.), на Украине и в Белоруссии (Тимковичи и др.), ординат клецкий с 1823 года.

## Биография
Представитель знатнейшего и богатейшего литовского княжеского рода Радзивиллов герба «Трубы». Младший сын кравчего великого литовского и генерал-лейтенанта литовской армии Мартина Николая Радзивилла (1705—1782) от второго брака с Мартой Трембицкой (ум. 1812). Сводный брат воеводы трокского Юзефа Николая Радзивилла.
Воспитывался в доме своего опекуна — гетмана великого литовского и воеводы виленского Михаила Казимира Радзивилла Рыбоньки, где получил хорошее домашнее образование, в том числе и музыкальное. В дальнейшем учился во Львове и Несвиже.
В 1773 году Михаил Иероним Радзивилл был избран послом на сейм. В 1771 году получил должность мечника великого литовского, а в 1775 году стал каштеляном трокским. Член Постоянного совета в 1780—1783, 1793-1794 годах, член Эдукационной комиссии с 1783 года (председатель в 1793 году).
В 1767 году Михаил Иероним Радзивилл был избран послом от Берестейского воеводства на Репнинский сейм. 23 октября 1767 года вошел в состав сеймовой делегации, которая была создана под давлением российского посла князя Николая Репнина для утверждения прежнего устройства в Речи Посполитой. В 1773 году в Варшаве был избран маршалком конфедерации Великого княжества Литовского на разделительном сейме. Как посол брест-литовский присоединился к сеймовой делегации, которая была создана под давлением дипломатов России, Пруссии и Австрии для утверждения первого раздела Речи Посполитой. 18 сентября 1773 года участвовал в подписании договора о разделе Речи Посполитой. В 1793 году на гродненском сейме Михаил Иероним Радзивилл поставил подпись на документах о втором разделе Речи Посполитой.
В 1773-1775 годах Михаил Иероним Радзивилл получил ежемесячно 1000 злотых от российского, прусского и австрийского дворов. В 1792 году вошел в список польских депутатов и сенаторов, созданный российским послом Яковом Булгаковым, который мог быть использовал русским правительством для участия в Тарговицкой конфедерации. В 1793 году на гродненском сейме был назначен королём польским Станиславом Понятовским членом делегации для переговоров с российским послом Яковом Сиверсом. 22 июля 1793 года участвовал в подписании договора о передаче части польско-литовских земель России во время второго раздела Речи Посполитой. На гродненском сейме в 1793 году был назначен членом Постоянного совета и Эдукационной комиссии.

На деньги, полученные им от русского правительства, Михаил Иероним Радзивилл в 1774 году купил имение и дворец в Неборове, где собрал интересную коллекцию произведений искусства. 

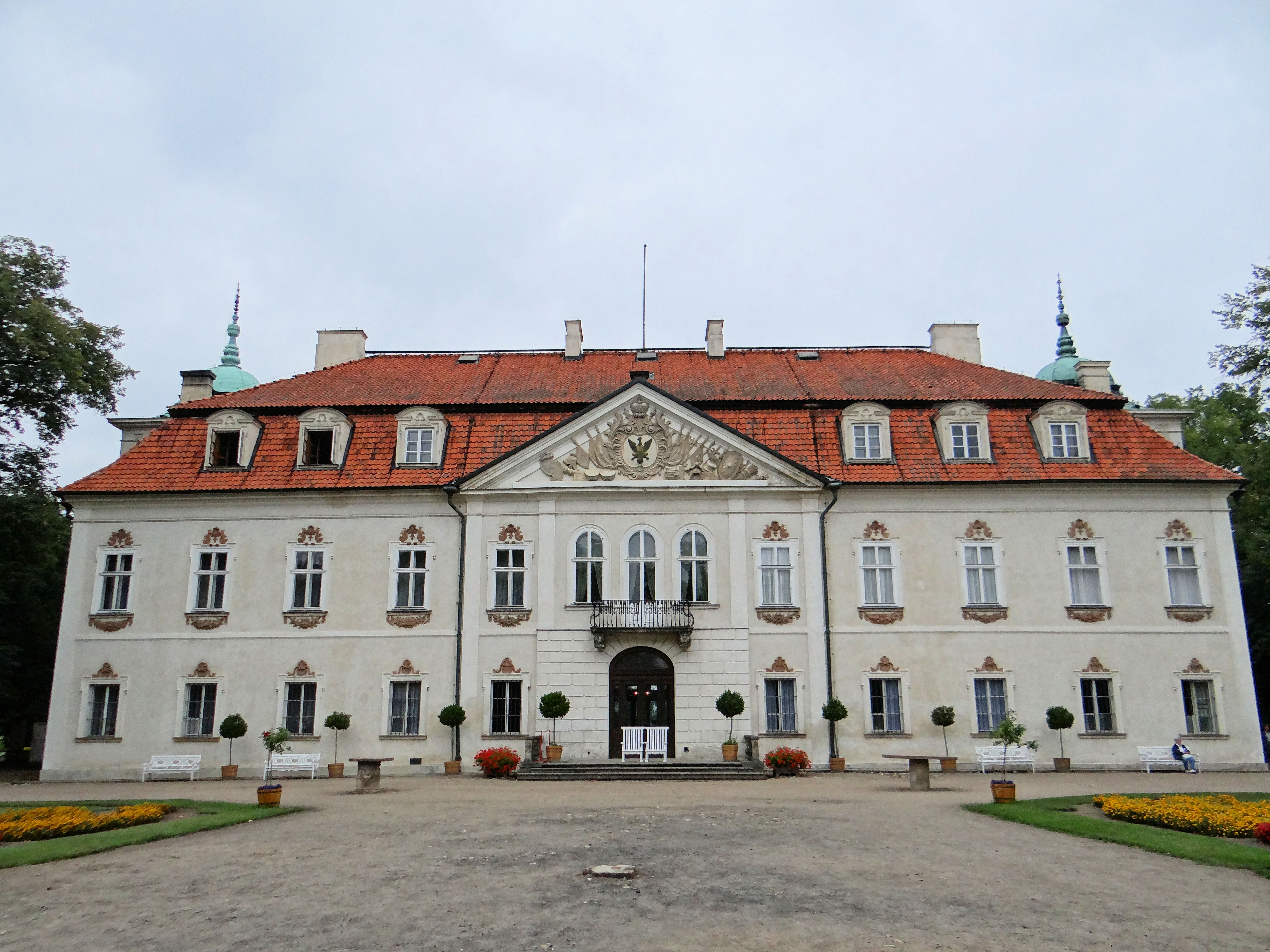
Общий вид Неборовского дворца

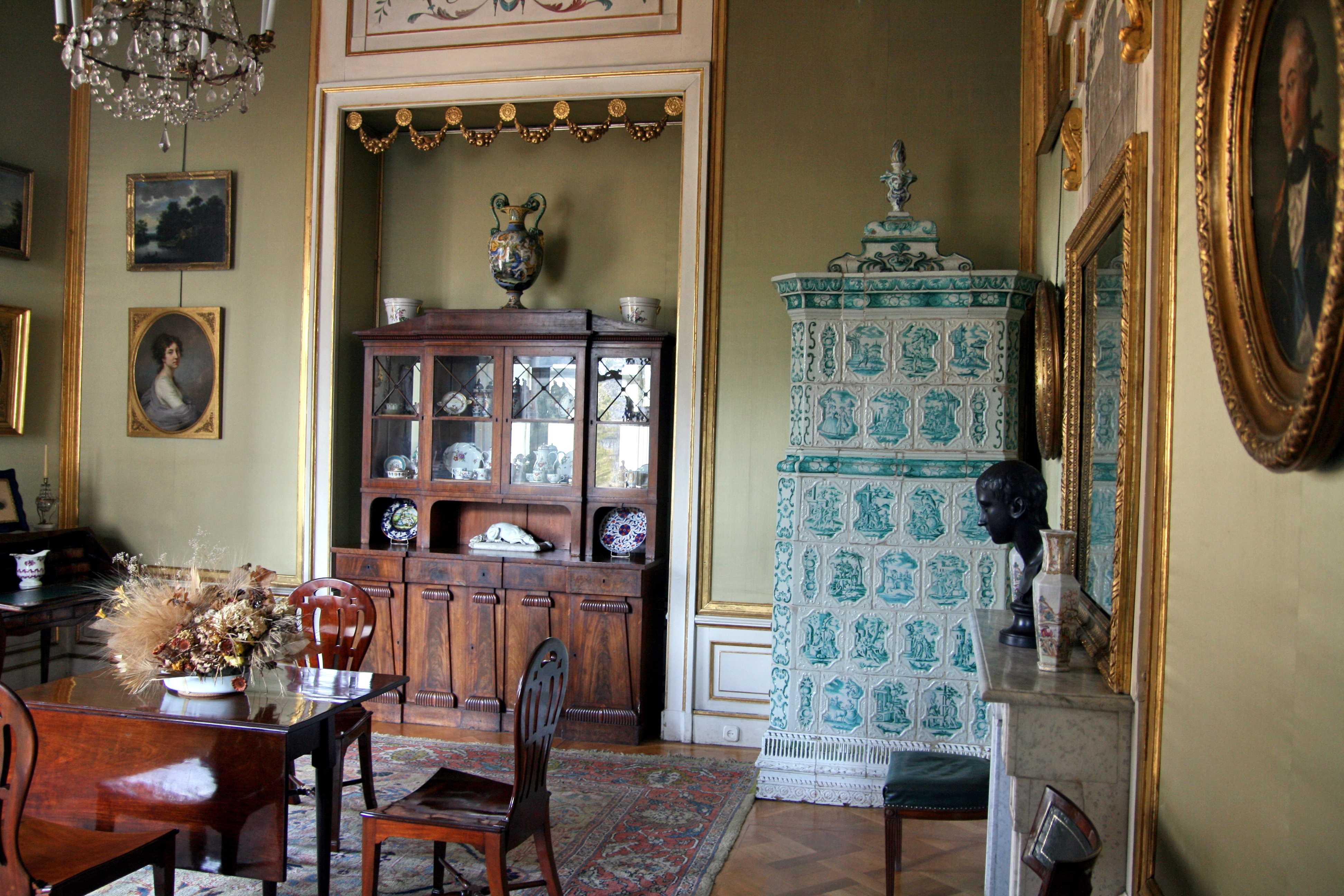
Одна из комнат дворца М. И. Радзивилла

В 1790 году получил должность воеводы трокского, которую занимал вплоть до последнего раздела Речи Посполитой. В 1792 году Михаил Иероним Радзивилл присоединился к Тарговицкой конфедерации. В 1794 году во время восстания Костюшко находился в Санкт-Петербурге, но не запрещал своим урядникам оказывать помощь повстанцам и отправлять к ним рекрутов. Затем отошёл от политической деятельности.
В 1812 году Михаил Иероним Радзивилл присоединился к Генеральной конфедерацией Королевства Польского. Скончался в Варшаве в возрасте 87 лет, был похоронен в Неборове.

## Награды
- Орден Белого Орла (1772)
- Орден Святого Станислава (1773)
- Орден Чёрного орла
- Орден Красного орла
- Орден Святого Губерта

## Семья и дети
В Неборове 26 апреля 1771 года вступил в брак с Еленой Пшездецкой (1753—1821), дочерью подканцлера великого литовского Антония Тадеуша Пшездецкого (1718—1772) и Катажины Огинской. Елена Пшездецкая была известна по своему роману с королём Речи Посполитой Станиславом Августом Понятовским. Дети:
- Людвик Николай Радзивилл (1773—1830), 10-й ординат Клецкий; у него сын Леон Иероним
- Антоний Генрих Радзивилл (1776—1832), 1-й ординат на Пшигодзице (1796), 12-й ординат Несвижский и 10-й ординат Олыцкий (1814), князь-наместник Познанского великого княжества (1815—1831)
- Криштина Магдалена Радзивилл (1776—1796)
- Михаил Гедеон Радзивилл (1778—1850), бригадный генерал (1812), сенатор-каштелян (1821) и сенатор-воевода Царства Польского (1825), главнокомандующий польской армией в 1831 году
- Анджей Валент Радзивилл (1780—1837/1838)
- Анеля Радзивилл (1781—1808), жена с 1800 года князя Константина Адама Чарторыйского (1773—1860).